# Martin Schindler
Martin Schindler (Strausberg, 1996. augusztus 16. –) német dartsjátékos. 2014 és 2015 között a British Darts Organisation, majd 2015-től a Professional Darts Corporation tagja. Beceneve "The Wall".

## Pályafutása

### PDC
Schindlernek 2017 januárjában sikerült megszereznie a Tour Card-ot, mely a legtöbb PDC versenyhez való induláshoz szükséges. 2017-ben Max Hopp-pal negyeddöntőt értek el a PDC World Cup of Dartson ahol a végső győztes holland válogatott tagjai (Michael van Gerwen és Raymond van Barneveld) ellen kaptak ki. Ebben az évben a Development Tour sorozatban egy tornagyőzelmet sikerült szereznie, majd 2018-ban újabb két győzelmet ért el a sorozatban.
Első világbajnokságán a PDC-nél 2018-ban vehetett részt, melynek első körében az ausztrál Simon Whitlock-tól kapott ki 3-1-re. 
A 2019-es világbajnokságra újra kvalifikálni tudta magát Schindler, de az első fordulóban újra kikapott, ezúttal az új-zélandi Cody Harris ellen.

## Világbajnoki szereplései

### PDC
- 2018: Első kör (vereség  Simon Whitlock ellen 1–3)
- 2019: Első kör (vereség  Cody Harris ellen 2–3)
- 2022: Első kör (vereség  Florian Hempel ellen 0–3)
- 2023: Harmadik kör (vereség  Michael Smith ellen 3–4)
- 2024: Harmadik kör (vereség  Scott Williams ellen 3–4)
- 2025: Első kör (vereség  Callan Rydz ellen 0–3)

## Tornagyőzelmei

### PDC
Players Championship
- Players Championship (HIL): 2025

PDC Development Tour
- Development Tour: 2017, 2018 (x2)

PDC Europe Super League
- Europe Super League: 2021

European Tour Events
- Austrian Darts Open: 2025
- International Darts Open: 2024
- Swiss Darts Trophy: 2024